# Bay of Plenty
Bay of Plenty (maorski: Te Moana-a-Toi) je jedna od 16 regija u Novom Zelandu.

## Zemljopis
Regija se nalazi u središnjem i sjevernom dijelu Sjevernog otoka. Površina joj iznosi 12.231 km². Susjedne regije su Waikato na zapadu, Gisborne na istoku i Hawke's Bay na jugu.

## Administrativna podjela
Središte regije je Whakatane, dok su najveći gradovi Tauranga i Rotorua.  Godine 1989. Whakatane je odabran kao sjedište regije i Regionalnog vijeća, kao kompromis između dva najveća grada.

## Stanovništvo
Prema popisu stanovništva iz 2011. godine u regiji živi 277.100   stanovnika, te je peta novozelandska regija po broju stanovnika. 67,1% stanovništva regije je europskog podrijetla, dok se 27,5% ljudi izjasnilo kao Maori. Većini stanovništva materinji jezik je engleski, dok maorski jezik govori 9,6% stanovništva, u usporedbi s 4,1% na nacionalnoj razini.

## Vanjske poveznice
- Službena stranica regije